# Championnat d'Europe de beach soccer 1999
Navigation
1998 2000
L'Euro Beach Soccer League 1999 est la 2e édition de l'Euro Beach Soccer League, la plus importante compétition européenne de beach soccer.
L'Espagne remporte cette édition.

## Tournoi

### Étape 1
La première épreuve se déroule à La Corogne en Espagne le 22 et 23 mai. Le Portugal remporte pour la troisième fois une étape.
- Demi-finales :
  - Portugal  ?-?  Italie
  - Espagne  ?-?  France
- 3e place : Espagne  7-5  Italie
- Finale : Portugal  6-3  France

### Étape 2
La seconde étape a lieu à Syracuse en Italie le 5 et 6 juin. Elle est remportée par l'Espagne.
- Demi-finales :
  - Italie  ?-?  France/ Autriche

- - Espagne  ?-?  France/ Autriche

- 3e place : France  5-4  Autriche

- Finale : Espagne  3-2  Italie

### Étape 3
La 3e étape a lieu à Vienne en Autriche le 10 et 11 juillet. L'équipe d'Allemagne s'offre sa troisième victoire d'étape.
- Demi-finales :
  - Espagne  8-6  Autriche

- - Allemagne  ?-? ap  Portugal
- 3e place : Portugal  3-4  Autriche

- Finale : Allemagne  4-3  Espagne

### Étape 4
La 4e étape a lieu à Figueira da Foz au Portugal le 24 et 25 juillet. L'équipe de France remporte pour la seconde fois cette distinction.
- Demi-finales :
  - France  ?-?  Portugal/ Autriche

- - Allemagne  ?-?  Portugal/ Autriche

- 3e place : Portugal  0-10  Autriche

- Finale : France  7-4  Allemagne

### Étape 5
La 5e étape a lieu à Scoglitti le 31 juillet et 1er août. Le Portugal porte son total de victoires d'étapes à 4.
- Demi-finales :
  - Italie  ?-?  Allemagne
  - Portugal  4-3  Autriche

- 3e place : Allemagne  5-9  Autriche

- Finale : Italie  1-4  Portugal

### Étape 6
La 6e étape a lieu à Monaco le 19 et 20 septembre. L'Espagne remporte la même année une deuxième victoire.
- Demi-finales :
  - Italie  7-6  France
  - Allemagne  8-9  Espagne
- 3e place : France  6-5  Allemagne
- Finale : Espagne  8-7  Italie

## Classement final
Un bonus de trois points est ajouté pour une victoire d'étape et deux points pour le finaliste. 
| Équipe    | J | V | V+ | D | Bp | Bc | +/- | Pts       |
| --------- | - | - | -- | - | -- | -- | --- | --------- |
| Espagne   | 8 | 6 | 0  | 2 | ?  | ?  | ?   | 26 (18+8) |
| France    | 8 | 5 | 0  | 3 | ?  | ?  | ?   | 20 (15+5) |
| Portugal  | 8 | 4 | 0  | 4 | ?  | ?  | ?   | 18 (12+6) |
| Italie    | 8 | 3 | 0  | 5 | ?  | ?  | ?   | 15 (9+6)  |
| Allemagne | 8 | 2 | 1  | 5 | ?  | ?  | ?   | 13 (8+5)  |
| Autriche  | 8 | 3 | 0  | 5 | ?  | ?  | ?   | 9 (9+0)   |